# Raimund Jehle
Raimund Jehle (* 14. Oktober 1966 in Ravensburg, Baden-Württemberg) ist ein deutscher Agrarökonom. Er ist bei der Ernährungs- und Landwirtschaftsorganisation (FAO) der Vereinten Nationen tätig.

## Leben
Raimund Jehle wurde in Ravensburg geboren und wuchs als Landwirtssohn in Alberskirch, Ortschaft Taldorf, auf. Er ging im Bildungszentrum St. Konrad in Ravensburg in die Grundschule und machte 1986 Abitur an der Humpis-Schule Ravensburg. Nach einer landwirtschaftlichen Ausbildung in Ravensburg und Husum studierte er zunächst Agrarwissenschaften an der Universität Bonn. Dann ging er für ein Jahr in die USA, wo er Agrarökonomie und Internationale Politik an der Washington State University in Pullman, WA studierte. Zurück in Deutschland schloss er sein Diplom in Agrarwissenschaften an der Universität Hohenheim ab. Er promovierte 2000 bei Werner Grosskopf am Institut für Agrarpolitik und Landwirtschaftliche Marktlehre an der Universität Hohenheim. Während seiner Promotion arbeitete er zunächst als Geschäftsführer der Forschungsstelle für den ländlichen Raum der Uni Hohenheim und erhielt dann einen Forschungsauftrag im Rahmen des ACE-PHARE Programms der Europäischen Union an der Tschechischen Agraruniversität Prag.
Im Oktober 1999 wechselte er als Politikberater zur Ernährungs- und Landwirtschaftsorganisation der Vereinten Nationen (FAO) an ihren Hauptsitz nach Rom. Teil seiner ersten Aufträge bei der FAO waren Einsätze im ehemaligen Jugoslawien nach dem Kosovokrieg. Er unterstützte den Aufbau einer Landwirtschaftsverwaltung im Kosovo. Dazu zählte in den Anfängen auch die Versorgung der Landwirte und Kleinbauern mit Saatgut und landwirtschaftlichen Geräten. Seitdem arbeitet er in einem Team der FAO, das für die ländliche Entwicklung in Europa und Zentralasien zuständig ist. 
Im September 2007 wechselte er als Projektmanager in das Regionalbüro für Europa und Zentralasien nach Budapest und war für die Projektsteuerung der FAO in der Region verantwortlich. Gleichzeitig übernahm er die Verantwortung für die European Commission on Agriculture, einer ständigen Kommission der FAO, die sich mit landwirtschaftlichen Fragen beschäftigt.
2013 wurde er zum Abteilungsleiter für Projektsteuerung, Kommunikation und Mitteleinwerbung ernannt. Er hat auch die Durchführung der Regionalkonferenzen 2012 in Aserbaijan und 2014 in Rumänien übernommen. Im August 2015 übernahm er die Verantwortung für die Koordinierung der Regionalinitiativen in der Region und im Januar 2016 wurde er zum stellvertretenden Regional Representative für Europa und Zentralasien ernannt. Außerdem agiert er als FAO Representant für Albanien, Armenien, Georgien und der Republik Moldau. 
Im August 2016 wurde er vom Generaldirektor der FAO zum Leiter des Regionalprogramms für Europa und Zentralasien ernannt.
Jehle lebt mit seiner Frau, einer deutschen Architektin, Sohn und Tochter in Budapest.